# Christer Persson (fotbollsspelare)
Christer Persson, född 11 oktober 1979, är en svensk före detta fotbollsspelare. Han kunde spela både på mittfältet och som försvarare.
Persson har spelat 66 allsvenska matcher för Kalmar FF. Han har varit med och fört upp Kalmar FF till allsvenskan vid tre tillfällen, 1998, 2001 och 2003. Efter en tvåårig sejour i Norge kom han till Jönköpings Södra IF inför säsongen 2007 där han spelat 79 matcher.
Moderklubb: Algutsrums IF